# Warrant (zespół muzyczny)
Warrant – amerykański zespół glam metalowy pochodzący z Hollywood w Kalifornii założony w 1984 roku z inicjatywy gitarzysty Erika Turnera. Największy sukces zespół osiągnął w latach 1989–1996 nagrywając pięć płyt, które sprzedały się w liczbie ponad 10 milionów egzemplarzy.

## Styl muzyczny
Muzyka Warrant przeszła znaczną ewolucję w ciągu 30 lat istnienia zespołu. Styl muzyczny był charakterystyczny dla lat 80. oraz 90. XX wieku, co jest typowe dla zespołów glam metalowych. W tamtych czasach zespół był znany ze swoich ciężkich, melodyjnych hymnów oraz sentymentalnych ballad.

## Śmierć Jani Lane
11 sierpnia 2011 roku frontman zespołu Jani Lane został znaleziony martwy w hotelu w Los Angeles. Umarł w wyniku zatrucia się alkoholem. Na miejscu znaleziono tabletki oraz alkohol.

## Trasy koncertowe
| Rok       | Nazwa trasy                                   |
| --------- | --------------------------------------------- |
| ---       | D.R.F.S.R. Tour                               |
| 1990/1991 | Cherry Pie World Tour                         |
| 1991      | Blood, Sweat & Beers Tour                     |
| 1992/1993 | Dog Eat Dog World Tour (Hair of the Dog Tour) |
| 1994      | Club Tour                                     |
| 1995      | Radio or Not, Here We Come (Ultraphobic)      |
| 1996/1997 | Belly to Belly                                |
| 1998      | Rock Never Stops Tour                         |
| 2001      | Under the Influence Summer Tour               |
| 2002      | Metal Edge Rockfest Tour                      |
| 2003      | Rock Never Stops Tour                         |
| 2007      | Born Again Tour                               |
| 2008      | Reunion Tour                                  |
| 2009      | Summer Tour                                   |
| 2011      | Rockaholic Tour                               |
| 2012      | Cherry Pie 21st anniversary tour              |

## Członkowie zespołu
| Aktualni członkowie - Erik Turner – gitara, harmonijka (od 1984) - Jerry Dixon – gitara basowa (od 1984) - Steven Sweet – perkusja (1986–1994, od 2004) - Joey Allen – gitara, banjo, harmonijka (1987–1994, od 2004) - Robert Mason – gitara, wokal (od 2008) Członkowie koncertowi - Scott Warren – instrumenty klawiszowe, harmonijka (1989–1991) - Terry Ingram – instrumenty klawiszowe (1991) - Danny Wagner – instrumenty klawiszowe (1995–1998) - Shawn Zavodney – instrumenty klawiszowe (2001–2004) - Dan Conway – perkusja (2006) - Michael Foster – perkusja (grudzień 2012, luty 2013) | Byli członkowie - Josh Lewis – gitara (1984–1986) - Adam Shore – gitara, wokal (1984–1985) - Max Asher – perkusja (1984–1985) - Chris Vincent – gitara basowa (1984) - Jani Lane (zmarły) – wokal, gitara, instrumenty klawiszowe, perkusja (1986–1993, 1994–2004, 2008) - Dave White – instrumenty klawiszowe (1992–1995) - Rick Steier – gitara (1994–2000) - James Kottak – perkusja (1994–1996) - Bobby Borg – perkusja (1996–1997) - Vik "Vikki" Foxx – perkusja (1997–1998) - Danny Wagner – perkusja (1998–2000) - Mike Fasano – perkusja (2000–2003, 2004) - Keri Kelli – gitara (2000) - Billy Morris – gitara (2000–2004) - Mike Morris – instrumenty klawiszowe (2000–2004) - Kevan Phares – perkusja (2003–2004) - Jaime St. James – wokal (2004–2008) - Brent Woods – gitara (2004) |

## Dyskografia
Albumy studyjne
| Dirty Rotten Filthy Stinking Rich | - Data: 31 stycznia 1989 - Wydawca: Columbia Records | 10 |                 | - USA: 2x platynowa płyta |
| Cherry Pie                        | - Data: 11 września 1990 - Wydawca: Columbia Records | 7  |                 | - USA: 2x platynowa płyta |
| Dog Eat Dog                       | - Data: 25 sierpnia 1992 - Wydawca: Columbia Records | 25 |                 | - USA: złota płyta        |
| Ultraphobic                       | - Data: 7 marca 1995 - Wydawca: CMC Records          | —  | - USA: 47 tys.+ |                           |
| Belly to Belly                    | - Data: 1 października 1996 - Wydawca: CMC Records   | —  | - USA: 23 tys.+ |                           |
| Greatest & Latest                 | - Data: 1999 - Wydawca: Deadline Records             | —  |                 |                           |
| Under the Influence               | - Data: 12 czerwca 2001 - Wydawca: Down Boys Records | —  |                 |                           |
| Born Again                        | - Data: 2006 - Wydawca: Deadline Records             | —  |                 |                           |
| Rockaholic                        | - Data: 17 maja 2011 - Wydawca: Frontiers Records    | —  |                 |                           |
| "—" album nie był notowany.       |                                                      |    |                 |                           |

Albumy koncertowe
| Tytuł              | Dane dot. albumu                             | Sprzedaż        |
| ------------------ | -------------------------------------------- | --------------- |
| Warrant Live 86–97 | - Data: 29 lipca 1997 - Wydawca: CMC Records | - USA: 15 tys.+ |

Albumy kompilacyjne
| Tytuł               | Dane dot. albumu                                    |
| ------------------- | --------------------------------------------------- |
| The Best of Warrant | - Data: 2 kwietnia 1996 - Wydawca: Columbia Records |
| Rocking Tall        | - Data: 13 maja 1996 - Wydawca: Sony Music          |
| Then and Now        | - Data: 4 maja 2004 - Wydawca: Sanctuary Records    |